# Gift er flickor
Gift er flickor (originaltitel: Every Girl Should be Married) är en amerikansk romantisk komedi från 1948 med Cary Grant i huvudrollen. Filmen regisserades av Don Hartman.

## Handling
Anabel Sims (Betsy Drake) är fast besluten att finna den perfekta maken och hon är övertygad om att barnläkaren Madison Brown (Cary Grant) är den rätte. Så hon sätter upp en komplicerad plan för att få honom på kroken.

## Rollista (i urval)
- Cary Grant
- Betsy Drake
- Alan Mowbray
- Franchot Tone
- Diana Lynn